# Rositsa Dimitrova
Rositsa Dimitrova   (21 de febrer de 1955) és una exjugadora de voleibol de Bulgària. Va ser internacional amb la Selecció femenina de voleibol de Bulgària. Va competir en els Jocs Olímpics d'Estiu de 1980 a Moscou en els quals va guanyar la medalla de bronze. Va jugar quatre partits.